# Ndaté Yalla
La linguère Ndaté Yalla Mbodj o Ndete Yalla (1810-1860) fue la última reina de Waalo, un reino situado en el noroeste del actual Senegal.
Es reconocida como heroína de la resistencia en el siglo XIX durante la colonización francesa en África Occidental. Es además madre de Sidya Léon Diop –o Sidya Ndaté Yalla Diop– quien a su vez fue en uno de los mayores resistentes a la colonización de Senegal.

## Biografía
Nacida en 1810 Ndaté es la hija menor del rey Amar Fatim Borso Mbodj y la reina Fatim Yamar Khuri Yaye. Sucedió a su hermana Ndieumbeutt Mbodj, luchando duramente contra europeos y moros. 
Pertenecía al clan matricial Tedyek (o Teejed) a través de su madre Fatim Yamar Khuri Yyae (o Faatim Yamar Xuuri Yaay) cuya matriarca del clan fue la linguère Guet May Beut. Degèune Mbodj es la matriarca de los Loggar. Su padre Amar Fatim Borso, murió en enero de 1826 cuando ella y su hermana Ndieumbeutt eran adolescentes. Era conocido por su posición frente a los musulmanes que estaban haciendo la yihad en la región de Senegambia, especialmente frente al Almamy de Fouta (Almamy Biran).
Con apenas 16 años, Ndaté Yalla se casó con su primo y rey de Waalo, Brak Yerim Mbanyik Tigereleh Mbodj (o Yerim Mbagnik Tegg Rell), un matrimonio fue ante todo político, ya que permitió aumentar el poder de los Tedyek.
Más adelante Ndaté Yalla se volvió a casar, esta vez con Sakoura Barka Diop, más conocido como Marosso Tassé Diop, Príncipe de Cayor y Rey de Koki, también pariente cercano de Lat Dior Diop (futuro Rey de Cayor y Baol) y Sayerr Jobe (fundador de la ciudad Serrekunda en Gambia).
Fue coronada oficialmente reina de Waalo el 1 de octubre de 1846 en Nder, la capital. Desde principios de 1847, se enfrentó a las autoridades francesas y exigió un derecho de paso a los soninkés que abastecían de ganado a Saint Louis. Sucedió a su hermana Ndieumbeutt Mbodj desde 1846 hasta 1855 (año en que Waalo cayó en manos francesas).
A principios de 1847, se opuso a los franceses impidiendo la libre circulación de los sarakoules que abastecían de ganado la ciudad de Saint-Louis. En una carta de los Archivos Nacionales de Senegal (Archivos Nacionales de Senegal - 13 G 91, Carta N ° 61), los franceses afirman que, la Reina y/o su pueblo, contraviniendo el tratado que existía entre Waalo y Saint-Louis ( Senegal), detuvo una manada de 160 bueyes que un residente de St. Louis (un francés) había comprado a los comerciantes soninkeses, y se quedó con 16 de los mejores animales, dejando pasar solo 144 bueyes. Los franceses agregaron que a la reina solo se le podía pagar después de que las mercancías hubieran llegado a Saint-Louis. Luego amenazaron a la reina y le exigieron que devolviera los 16 bueyes que afirmaban que tenía en su poder, y si se negaba a hacerlo, sería considerada enemiga del gobernador. La reina vio la amenaza como una afrenta a su soberanía y la soberanía de Waalo. El 18 de junio de 1847 escribió una carta al gobernador francés en los siguientes términos:

No hemos hecho daño a nadie. Waalo nos pertenece, por ello garantizamos el libre tránsito de mercancías en nuestro país. por ello sólo facturamos 1/10×10{{{1}}} de estas mercancías. Saint-Louis pertenece al gobernador, Cayor a Damel, el Djollof a Bourba, el Fuuta a l'Almamy, y el Waalo al Brak. Cada uno de estos jefes gobierna su territorio según le conviene.
Ndaté Yalla Mbodj (18 juin 1847) Abbé Boilat, recibido con gran pompa por la reina el 2 de septiembre de  1850, describe su residencia en bocetos senegaleses. 

En febrero de 1855, cuando las columnas de Faidherbe entraron en el Waalo con 800 hombres, y su reinado estaba llegando a su fin, la Linguère se dirigió así a los principales dignatarios de su país.

“Hoy estamos invadidos por conquistadores. Nuestro ejército está en desorden. Los tiedos de los Walo, por valientes que sean sus guerreros, han caído casi todos bajo las balas del enemigo. El invasor es más fuerte que nosotros, lo sé, pero ¿deberíamos dejar el Walo a los extranjeros?»

Ndaté Yalla murió en 1860, en Dagana, donde se erigió una estatua en su honor.

## Legado
Una escuela en Saint-Louis lleva su nombre, al igual que uno de los taxis acuáticos puestos en servicio en el eje marítimo Dakar - Rufisque . Se la considera una verdadera heroína en la historia de Senegambia y es una de las mujeres más influyentes del siglo XIX en la historia de Senegambia. Junto con otras heroínas de África occidental, desempeñó un papel crucial en la lucha por la resistencia contra la colonización. Los historiadores de tradición oral (comúnmente llamados griots) siguen elogiando su valentía y coraje. A lo largo de su vida e incluso después, Ndaté Yalla fue el símbolo de la resistencia contra la colonización francesa.